# In- och utenheter
För in- och utenheter i samband med färgstyrning, se artikeln Färgstyrning
In- och utenheter är i datorteknik den maskinvara som användare använder för att kommunicera med datorer.
De vanligaste inenheterna är tangentbord och datormus, men även andra enheter såsom styrspak, styrplatta och laserskanner förekommer i stor utsträckning. Inenheterna används för att ge datorn information som den sedan tolkar.
Utenheter används för att få ut behandlad information från datorn. Den vanligaste utenheten är bildskärmen, andra vanliga är skrivare och ljudkort kopplat till högtalare eller hörlurar.